# Betty Nguyễn
Betty Nguyễn là người dẫn chương trình thời sự Mỹ gốc Việt hiện giờ đang làm cho kênh truyền hình Mỹ CBS. Betty Nguyễn sinh tại Sài Gòn, Việt Nam. Gia đình cô di cư đến Mỹ sau những sự kiện 30 tháng 4 năm 1975.